# عيسى الزنكوي
عيسى الزنكوي (17 أكتوبر 1992) هو رياضي في المنتخب الوطني لألعاب القوى في الكويت، مُتخصص في رمي القرص. شارك في بطولة العالم 2015 في بكين دون أن يتأهل للنهائي. كما فاز بالميدالية الفضية في بطولة آسيا 2015. حصل على الميدالية البرونزية في دورة الألعاب الآسيوية 2018.